# Deutscher Monistenbund
Der Deutsche Monistenbund war eine freidenkerische Organisation des frühen 20. Jahrhunderts. Sie wurde 1906 in Jena federführend von dem Naturwissenschaftler Ernst Haeckel gegründet. Ziel des Bundes war die Organisation und Verbreitung einer monistischen Weltanschauung. Der Bund hatte zunächst großen Zulauf und gewann bis 1912 6000 Mitglieder, darunter eine Reihe prominenter Namen wie Wilhelm Ostwald, Wilhelm Bölsche, Karl Hauptmann, Friedrich Jodl und Bruno Wille. Die Grundausrichtung war internationalistisch und pazifistisch, in tagesaktuellen Fragen herrschte allerdings selten Einigkeit. Innerhalb des Bundes waren vor allem die Frage der Haltung zum Ersten Weltkrieg und zur Novemberrevolution umstritten. In der Frühzeit der Weimarer Republik kam es zu verschiedenen Abspaltungen. 1929 zählte der Bund noch 3200 Mitglieder. Der Bund wurde am 16. Dezember 1933 von den Nationalsozialisten verboten und aufgelöst. Nachfolgeorganisation nach dem Krieg wurde die Freigeistige Aktion.

## Gründung des Monistenbundes
Die Gründung des Deutschen Monistenbundes wurde am 11. Januar 1906 in Jena vollzogen. Ernst Haeckel hatte einen solchen Gründungsakt bereits im September 1904 in Rom vorgeschlagen, wo er am Internationalen Freidenker-Kongress teilnahm. Dort wurde Haeckel anlässlich eines gemeinsamen Frühstücks feierlich zum „Gegenpapst“ ausgerufen.
Mit dem Monistenbund fanden die bestehenden, sehr heterogenen monistischen Bestrebungen einen übergreifenden organisatorischen Rahmen, der sich dezidiert auf eine naturwissenschaftliche Basis im Sinne Haeckels stellte, in den aber nicht alle Vertreter des Monismus eingebunden wurden. Mit dem Monistenbund entstand mit Unterstützung freidenkerischer Verbände eine neue freigeistige Bewegung, die einen betont philosophisch-naturwissenschaftlichen Bildungscharakter hatte. Der Monistenbund hatte auch zahlreiche jüdische Mitglieder. Wie andere Organisationen der freireligiösen und freigeistigen Bewegung entwickelte er eine eigenständige weltliche Feierkultur.
Die Zielrichtung des Monistenbundes kommt im Gründungsaufruf zum Ausdruck:
„Tausende und Abertausende finden keine Befriedigung mehr in der alten, durch Tradition oder Herkommen geheiligten Weltanschauung; sie suchen nach einer neuen, auf naturwissenschaftlicher Grundlage ruhenden einheitlichen Weltanschauung.“
Erster Vorsitzender wurde der Bremer Reformtheologe Albert Kalthoff. Generalsekretär wurde Heinrich Schmidt.
Zu den Gründungsmitgliedern und Persönlichkeiten, die den Gründungsaufruf unterzeichneten, gehörten neben den bereits genannten Persönlichkeiten unter anderen
die Schriftsteller Wilhelm Bölsche, Albrecht Rau und Bruno Wille,
der Philosoph und Dichter Bartolomäus von Caneri,
der Maler und Bildhauer Franz von Stuck,
der Zoologe und Schriftsteller Carl Hauptmann,
der freireligiöse Prediger Carl Scholl, der Prediger Oskar Mauritz,
die Zoologen Conrad Keller, Ludwig Plate, Richard Semon und Heinrich Ernst Ziegler,
der Botaniker Arnold Dodel,
der Psychiater und Ameisenforscher Auguste Forel,
der Arzt Wilhelm Schallmayer,
der Verleger Wilhelm Breitenbach,
der Verlagsbuchhändler Walther Keller (Franckh’sche Verlagsbuchhandlung)
und der Privatsekretär Haeckels, Heinrich Schmidt.
In der Folge kam es mit dem Österreichischen Monistenbund (1909: Ortsgruppe Wien des DMB; 1913: Monistenbund in Oesterreich), dem Schweizer Monistenbund (1913) und dem Tschechischen Sozialistischen Monistenbund (1913) zu weiteren Gründungen monistisch orientierter Organisationen.
Wilhelm Breitenbach, der von 1877 bis 1880 bei Haeckel Zoologie studiert hatte und für den Monistenbund ab 1906 dessen Zeitschrift Der Monismus als Verleger und Redakteur betreute, trat wegen Meinungsverschiedenheiten mit anderen Mitgliedern 1908 aus dem Monistenbund aus und gründete im selben Jahr die Zeitschrift Neue Weltanschauung sowie 1911 den Humboldtbund als eigenständige monistische Organisation.

## Ziele und Ausrichtung des Monistenbundes
Der Monistenbund sollte der Verbreitung der Ideen der monistischen Bewegung und der Organisation ihrer Anhänger dienen. Dazu setzte der sich als überparteilich verstehende Bund auf Kulturpolitik. Die Mitglieder sollten durch Flugschriften, Bücher und Vorträge erreicht werden. Zu aktuellen Fragen äußerte sich der Monistenbund auf seinen jährlichen Hauptversammlungen („Monistentage“).
Während der Monismus grundsätzlich den Anspruch erhob, in der Form von ganzheitlicher Naturphilosophie, wissenschaftlichem Positivismus und Materialismus eine umfassende Welterklärung vorzulegen, war die Umsetzung des Monismus heterogen. Ernst Haeckel vertrat einen auf Abstammungslehre und Sozialdarwinismus gestützten pantheistischen Ansatz, bei dem das Christentum durch einen religiös verstandenen Monismus ersetzt werden sollte. Wilhelm Ostwald wollte alles Weltgeschehen auf Energie zurückführen (Energetismus). Ernst Mach setzte auf erkenntnistheoretischen Sensualismus und August Forel auf die Vermittelung des Leib-Seele-Problems.
Das allgemeine Programm des Monistenbundes zog Personen aus unterschiedlichen politischen Lagern an. Dem Monistenbund gehörten völkisch orientierte Mitglieder wie Willibald Hentschel und Wilhelm Schallmayer ebenso an wie die Frauenrechtlerin Helene Stöcker, der Sexualwissenschaftler Magnus Hirschfeld und der Pazifist Carl von Ossietzky.
In tages- und kulturpolitischen Fragen konnte sich der Monistenbund daher jeweils ganz unterschiedlich positionieren. Er setzte sich unter anderem für die Simultanschule mit konfessionslosem „Moralunterricht“, für eine neue Eidesformel, völlige Trennung von Kirche und Staat, Gesundheitsatteste bei Eheschließungen und für Feuerbestattung ein. Umstritten war die Frage, ob sich der Monistenbund auf eine Rolle als Abwehrorganisation gegen Kirche und Staat beschränken oder selber einen freireligiösen Kult entwickeln sollte. Umstritten war auch die Frage „Euthanasie“, in der sich Haeckel als Befürworter positioniert hatte. Als der schwer lungenkranke Roland Gerkan 1913 in der Zeitschrift des Monistenbundes das Recht auf Sterbehilfe für unheilbar Kranke forderte, pflichtete Ostwald Gerkan zwar bei. Bundesmitglied Wilhelm Börner meldete jedoch Bedenken an und kritisierte die unscharfe Bestimmung des Personenkreises, der nach Gerkan Sterbehilfe erhalten sollte. In solchen Diskussionen wurden Einzelmeinungen ausgetauscht. Eine offizielle Stellungnahme des Monistenbundes zur Rassenhygiene oder Euthanasie erfolgte nicht.
Vor allem durch das Engagement Wilhelm Ostwalds richtete sich die Tätigkeit des Monistenbundes nicht zuletzt gegen die Kirchen. Das „Komitee konfessionslos“ des Bundes unterstützte die „Kirchenaustrittsbewegung“ und betrieb antiklerikale Aufklärungsarbeit.
Kaum zu überbrücken wurden die inneren Widersprüche des Monistenbundes, dessen Weltanschauung zum Internationalismus und Pazifismus tendierte, mit Ausbruch des Ersten Weltkriegs. Während der Weimarer Republik beschäftigte sich der Bund vor allem mit ethischen und sozialethischen Fragen. Sein Internationalismus und auch, dass einige führende Monisten forderten, den Antisemitismus zu ächten, brachten den Bund in Gegensatz zu den Nationalsozialisten.

## Weitere Entwicklung des Monistenbundes
Der Monistenbund beteiligte sich 1907 an der Gründung des Weimarer Kartells. Hierin fanden sich mehrere freidenkerische und freigeistige Organisationen zusammen. Neben dem Monistenbund beteiligten sich der Deutsche Freidenker-Verband, der 1881 von Ludwig Büchner gegründet wurde, die Deutsche Gesellschaft für ethische Kultur (1892 gegründet), der Bund für weltliche Schule und Moralunterricht, der Deutsche Bund für Mutterschutz und Sexualreform der Frauenrechtlerin Helene Stöcker sowie einige weitere kleinere Verbände. Der Bund Freireligiöser Gemeinden Deutschlands trat nicht bei, stand dem Weimarer Kartell jedoch nahe. Zwecke des Weimarer Kartells waren die „freie Entwicklung des geistigen Lebens und Abwehr aller Unterdrückung“, die Trennung von Schule und Kirche und die vollständige Verweltlichung des Staates (Trennung von Staat und Kirche, Laizismus).
Am 29. Dezember 1910 erklärte der Naturwissenschaftler und Nobelpreisträger Wilhelm Ostwald in einem Brief an Ernst Haeckel seine Bereitschaft, den Vorsitz des Monistenbundes zu übernehmen. Die Bestätigung von Ostwald als 1. Vorsitzender des Deutschen Monistenbundes erfolgte am 9. September 1911 durch die Mitgliederversammlung auf der V. Hauptversammlung des DMB in Hamburg. Vor allem seinem Einsatz war es zu verdanken, dass sich der Monistenbund vor dem Ersten Weltkrieg äußerst erfolgreich entwickeln konnte. Ostwald veranlasste, dass die 1911 (Hamburg), 1912 (Magdeburg) und 1913 (Düsseldorf) ausgerichteten Hauptversammlungen des Deutschen Monistenbundes als Internationale Kongresse organisiert wurden, welche breite Resonanz sowohl im In- als auch Ausland fanden. Bereits der erste Internationale-Monistenkongress vom 9. bis 11. September 1911 in Hamburg mit 850 aktiven Teilnehmern und mehr als dreitausend Zuhörern war ein großer Erfolg. Ostwald schloss diesen mit den Worten: „Hiermit schließe ich den internationalen Monistenkongreß und eröffne das monistische Jahrhundert“. Seit 1911 verstärkte sich auch die sozialreformerische Orientierung des Monistenbundes.
Trotz der bürgerlich-elitären Orientierung des Monistenbundes kooperierte er auch mit Organisationen der Arbeiterbewegung und forderte in einem gemeinsamen Komitee Konfessionslos des Weimarer Kartells zum Kirchenaustritt auf. So traten auf vier Berliner Versammlungen am 28. Oktober 1913 mit insgesamt 8000 Teilnehmern Karl Liebknecht und Wilhelm Ostwald als gemeinsame Redner auf.
Zu Beginn des Ersten Weltkriegs verteidigten Haeckel und Ostwald, die bisher pazifistische und kosmopolitische Positionen vertreten hatten, die deutsche Beteiligung am Krieg und äußerten sich zunehmend nationalistisch. Haeckel und Ostwald unterzeichneten im Oktober 1914 den Aufruf An die Kulturwelt gegen „Englands Blutschuld“, der auch von Max Planck und weiteren 90 Professoren unterschrieben wurde. Der pazifistische Flügel übte jedoch massiven Druck auf Ostwald aus. Forel, Kammerer und Goldscheid blieben auch während des Krieges strikt pazifistisch. Die hierdurch aufgekommenen Konflikte führten, vor allem durch die massiven Proteste des Österreichischen Monistenbundes, am 14. Mai 1915 zum Rücktritt Ostwalds vom Vorsitz des Monistenbundes. 1917 trat Ostwald unter Protest auch aus der Deutschen Friedensgesellschaft aus. 1920 erfolgte auf der Basis der Hamburger Thesen auf einer Tagung in Weimar eine sozialistische Orientierung des Monistenbundes.
Nach dem Ersten Weltkrieg wurde der Monistenbund wieder deutlich pazifistisch. Die sozialistische Orientierung verstärkte sich, was unter anderem an dem Einfluss des ehemaligen Präsidenten des Österreichischen Monistenbundes Rudolf Goldscheid und des Schweizer Psychiaters und Neuroanatoms Auguste Forel lag.

## Vorsitzende des Deutschen Monistenbundes
- Albert Kalthoff (1906), evangelischer Theologe, seit 1888 Pfarrer an St. Martini in Bremen
- Eduard Aigner (1906/1907), Nervenarzt in Freiburg
- Heinrich Koerber (1907–1910), Psychologe, Vorstandsmitglied in der Ärztlichen Gesellschaft für Sexualwissenschaft und Eugenik/Konstitutionsforschung
- Johannes Unold (1910/1911), Pädagoge und Soziologe
- Wilhelm Ostwald (1911–1915), Chemiker und Philosoph, Professor in Riga und Leipzig, Nobelpreis für Chemie 1909
- Franz Karl Müller-Lyer (1915/1916), Psychologe, Soziologe, Praktischer Arzt
- Heinrich Schmidt (1919/1920), Biologe und Naturphilosoph
- Georg Graf von Arco (1921/1922), Elektrotechniker, Technischer Direktor, Hochfrequenztechniker
- Carl Riess (1923–1929), Kaufmann, langjähriger Vorsitzender der Ortsgruppe Hamburg des DMB
- Immanuel Herrmann (1929–1933), Universitätsprofessor für Elektrotechnik, württembergischer Kriegsminister 1919, SPD-Politiker

Ehrenpräsidenten des Deutschen Monistenbundes waren Ernst Haeckel (ab 1906), Wilhelm Ostwald (ab 1915) und Rudolf Goldscheid (ab 1917: Ehrenpräsident des Österreichischen Monistenbundes; 1925 des DMB). 1913 wurde Wilhelm Knaupp (1835–1916) durch die 7. Hauptversammlung des D.M.B. in Düsseldorf zum Ehrenmitglied des Deutschen Monistenbundes ernannt.
Am 17. Juni 1913 konstituierte sich die Ortsgruppe Wien des Deutschen Monistenbundes durch Statutenänderung zum Monistenbund in Oesterreich, Wien. Geschäftsstelle: Buchhandlung Brüder Suschitzky, Wien X. Favoritenstraße 57. Zwischen 1913 und 1920 war der Soziologe, Sozialreformer und Sozialdemokrat Rudolf Goldscheid (1870–1931), der 1911 dem Monistenbund beitrat und am 29. März 1912 zum Vorsitzenden der Ortsgruppe Wien gewählt wurde, Präsident des Monistenbundes in Österreich.

## Gegner
Als Reaktion auf das Wirken des Deutschen Monistenbundes wurde 1907 der evangelische Keplerbund gegründet, in dem sich die theistischen naturwissenschaftlichen Gegner von Darwins Evolutionstheorie und des Haeckelschen Materialismus formierten.

## Nachfolgeorganisation
1946 wurde in München der Monistenbund als Freigeistige Aktion – Deutscher Monistenbund neu gegründet. Die Freigeistige Aktion / Deutscher Monistenbund e. V. ist Mitglied im Dachverband freier Weltanschauungsgemeinschaften und in der Internationalen Humanistischen und Ethischen Union.

### Zeitschriften
- 1906–1912: Der Monismus. Zeitschrift für einheitliche Weltanschauung und Kulturpolitik. Blätter des Deutschen Monistenbundes. ZDB-ID 516897-1.
- 1912–1915: Das monistische Jahrhundert. Zeitschrift für wissenschaftliche Weltanschauung und Weltgestaltung. ZDB-ID 516905-7.
- 1916–1919: Mitteilungen des Deutschen Monistenbundes. ZDB-ID 516890-9.
- 1920–1931: Monistische Monatshefte. Monatsschrift für wissenschaftliche Weltanschauung und Lebensgestaltung. ZDB-ID 516898-3.
- 1932–1933: Stimme der Vernunft. Monatshefte für wissenschaftliche Weltanschauung und Lebensgestaltung. ZDB-ID 516883-1.
- 1947–1956: Monistische Mitteilungen. Neue Folge. ZDB-ID 516891-0.
- 1957–1990: Die Freigeistige Aktion. Für die Freiheit des Geistes und Humanität. Gegen Aberglauben und Klerikalismus. ISSN 1615-6641.